# ジムリ・リム
ジムリ・リム（Zimri lim、在位：紀元前1775年頃 - 紀元前1761年）は、紀元前18世紀頃の古代メソポタミアの国家マリの王。当時のメソポタミアの多くの王と同じく彼もアムル系の王であった。彼の時代の文書史料がマリから大量に発見されており、当時の政治史を復元する上で第一級の史料となっている。

## 来歴

### 亡命とマリ王位奪還
前王ヤフドゥン・リムの息子として生まれた。父王ヤフドゥン・リムはマリを有力国の一つに仕立て上げたが、アッシリアの王シャムシ・アダド1世との戦いで次第に劣勢に追い込まれた。そしてヤフドゥン・リムは配下の裏切りによって暗殺され、マリはアッシリア軍によって征服された。ジムリ・リムはマリを脱出し、西の大国ヤムハド（アレッポ）の王ヤリム・リム1世の元へ亡命した。そこでヤリム・リム1世の娘を妻としてヤムハドの後ろ盾を取り付けて機会を待った。
紀元前1781年にシャムシ・アダド1世が死に、その後アッシリアがエシュヌンナとの戦いで混乱したのを好機として、バビロン第1王朝の王ハンムラビの支援も受けてマリを攻撃し、現地を支配していたシャムシ・アダド1世の息子ヤスマフ・アダドからマリの王位を取り戻した。彼はマリの行政機構を整え、アムル系の遊牧民部族をいくつも参加に収めるとともに敵対した部族（ビヌ・ヤミナ族など）を討ってマリを再び有力国の一つに押し上げた。

### 当時の国際情勢
マリの遺跡からは彼が周辺の同盟国や、同盟国に派遣した大使などとの間でやり取りした手紙が大量に発見されており、彼の治世におけるマリの（そして間接的にはバビロンやヤムハドなどの）外交政策を詳細に知ることができる。とりわけ、王位を取り戻す際に支援を得たヤムハドとバビロンは同盟国としてさまざまなやり取りを行っていたことがわかる。こうした手紙の中に、ジムリ・リムの臣下がマリに周囲の有力人物が集まった際に行った演説が記録されている。
この演説は主に自国周辺の遊牧民や都市の王たちに対し、マリもまた有力国の一つであることをアピールするために行われたといわれており、当時の勢力均衡の情勢を説明するものとして有名である。またここでアッシリアがシャムシ・アダド1世の死後間もなく大国の一つとしては勘定されなくなっていたこともわかる。

### ジムリ・リムとハンムラビ
紀元前1766年頃、バビロンの王ハンムラビは東にエシュヌンナ、南にラルサという強敵を抱え、さらに種々の異民族の攻撃を受けており、マリにたびたび軍事援助を依頼した。ジムリ・リムはそれに応え、ヤムハド王ヤリム・リム1世からも兵を得て30000人の援軍をバビロンへ送った。この時期のバビロンの敵はエシュヌンナ、およびその同盟国エラムなどであったと思われるが、この時送られた兵の返還をジムリ・リムが求めた時、ハンムラビは「敵の出方がわかるまでは借りておきたい」としてバビロンに長期間留めていた。またマリに対してバビロンから援軍が送られることもあったが部隊派遣が遅れることが多く、それに対してマリ側が抗議していたことがわかっている。その後間もなくして、ハンムラビはラルサを滅ぼした（紀元前1763年）。その後、バビロンはエシュヌンナやアッシリア、グティ人の連合軍と戦った。エシュヌンナはそれまでにマリに何度も攻撃を仕掛けており、ジムリ・リムはハンムラビを支援したことを示す書簡が発見されている。この中でジムリ・リムはハンムラビにエシュヌンナを支配するべきであると薦めている。
だが、次第にハンムラビがマリとの同盟を重視しなくなっていたらしいことが記録からは読み取れる。バビロンに派遣されたジムリ・リムの使節がヤムハドの使節より下の扱いを受け、祝宴に同席することを許可されなかったとして抗議し、改めて祝宴に出席するなどの事件も記録されている。こうした外交関係はマリで発見された多数の粘土板文書から判明しているが、バビロン側の記録を欠き、ハンムラビが実際にはどう感じ、どう考えていたのか正確にはわからない。しかしバビロンの強大化とエシュヌンナの弱体化につれて、バビロンにとってのマリの重要性が低下したのは確実であると思われる。紀元前1761年、ハンムラビはジムリ・リムとの長年の同盟関係を反故にしてマリを攻撃し、これを征服した。ジムリ・リムのその後の消息はわかっていない。
マリはその後ハンムラビに対して反乱を起こしたが鎮圧され、破壊された。これによってシュメール時代以来たびたび有力国として栄えたマリの歴史も終了した。マリ市にはその後も人が住んでいたが、重要拠点として史料に現れることはなくなった。

## 王が愛した菓子
マリ文書の出土によって、さまざまな当時の情報が判明しており、ジムリ・リムがメルスという菓子を好んだことも判明している。
また発掘の際、現代のイラクやサウジアラビアで食される焼き菓子クレイチャの調理の際に使用される皿状モールドに大変良く似た粘土製の菓子用モールドも台所隣接の小部屋から48枚出土した。現代のモールドは突起状に模様が付いた皿に穀物粉ベースの生地を円を描くように軽く押し当てて生地の表面に模様を付けるのに使用される。ただし、マリの菓子用モールドが具体的にどのような使われたのかや、現代のモールドと結び付ける証拠はまだない。
1ガルのデーツ、
そして10シラのピスタチオ、
メルス調理のため。

王の食事。
これはジムリ・リムに出されるメルス調理のために、宮廷調理人へ食材を届けた際の受領書に記されていた。別の記録ではデーツ、ナッツ類、スパイスのクミンやコリアンダーがメルス調理のために宮廷料理人に届けられる記録も残されていた。
ジムリ・リムは、8人のša mersiまたはsha mersimと呼ばれるメルス調理に専科した料理人を抱えていた。王が宴会を催す際には客人のために多量のメルスを用意した。